# 台東区立東浅草小学校
台東区立東浅草小学校（たいとうくりつ ひがしあさくさしょうがっこう）は、東京都台東区東浅草2丁目にある公立小学校。

## 沿革
- 2001年（平成13年）4月1日 - 開校。
- 2023年（令和5年）1月 - 全教科 人権尊重教育推進指定校となる[1]。

## 教育目標
- 自分やみんなを大切にする子

## 通学区域
東京都台東区教育委員会によって指定されている東浅草小学校の通学区域は、以下の通り。
- 浅草五丁目（60番-73番）
- 東浅草一丁目（4番、5番、11番-19番）
- 東浅草二丁目（全域）
- 千束四丁目（1番-10番、11番15号-22号、34番-39番、50番、51番）
- 日本堤一丁目（全域）
- 日本堤二丁目（1番-35番）
- 清川一丁目（5番-8番、17番-20番、34番、35番）
- 清川二丁目（2番-8番、12番-22番、25番-39番）

## 進学先中学校
公立中学校に進学する場合は次の1校が東京都台東区教育委員会により指定されている。
- 台東区立桜橋中学校

## アクセス
- 「吉原大門」バス停下車後、学校正門まで、
  - 台東区コミュニティバス「めぐりん」の
    - 「北めぐりん（浅草回り）」バス停から、徒歩約100m・約1～2分。
    - 「北めぐりん（根岸回り）」バス停から、徒歩約185m・約3分。
    - 「ぐるーりめぐりん」バス停から、徒歩約200m・約3分。

  - 都営バス
    - 1番のりば（「ぐるーりめぐりん」バス停と同一、「上46」(上野松坂屋前方面行)・「草64」(浅草雷門南方面行)）から、徒歩約200m・約3分。
    - 2番のりば（「北めぐりん（根岸回り）」バス停と同一、「上46」(南千住車庫・南千住駅東口方面行)・「草64」(とげぬき地蔵・池袋駅東口方面行)）から、徒歩約185m・約3分。

  - なお、JR・私鉄・地下鉄各線の駅からの所要時間などは、台東区循環バス「めぐりん」ホームページ及び東京都交通局ホームページを検索するか、台東区（めぐりん）・東京都交通局（都営バス）まで、電話で要問合せ。

## 周辺
たいとうマップも参照
- 東浅草こどもクラブ - 同一建物内
- 台東区立日本堤公園 - 敷地が隣接
- 警視庁第六方面本部 - 敷地が隣接
- 社会福祉法人康保会・康保会保育園 - 進級前保育園のひとつ
- 日の出商店街
- 医療法人社団椿診療所
- 土手通り（台東区道第60号線[5][6]）
- 東京消防庁日本堤消防署
- 東京都下水道局日本堤ポンプ所
- このほか、椿診療所以外の医療機関や東禅寺以外の寺院、および中小規模のマンション・アパートなども点在する。